# Bảo tàng và Nhà thờ Chính thống Hy Lạp, Miskolc
Nhà thờ Chính thống Ba Ngôi Hy Lạp và Bảo tàng Phụng vụ (tiếng Hungary: Szentháromság Görögkeleti Ortodox Templom és Egyházi Múzeum) được biết đến là công trình kiến trúc lâu đời tọa lạc ở Trung tâm thành phố Miskolc (quảng trường Deák).
Nhà thờ xây dựng từ năm 1785 đến năm 1806 và đã được nhà nước Hungary công nhận là di tích lịch sử quốc gia. Thiết kế với lối kiến trúc và nội thất mang phong cách Zopf từ cuối thế kỷ 18, nhà thờ được nhiều nhà nghiên cứu đánh giá cao về giá trị lịch sử. Đặc biệt bên trong nhà thờ có biểu tượng Baroque cao 16 m và 88 bức tranh về cuộc đời của Chúa Giêsu. Biểu tượng Baroque được chạm khắc trong xưởng của Miklós Jankovits ở Eger, hầu hết các bức tranh  thì vẽ bởi Anton Kuchelmeister ở Vienna. Bên cạnh đó còn có bản sao Biểu tượng Akhtyrka của Mẹ Thiên Chúa - một món quà từ Hoàng hậu Ekaterina II của Nga.
Vào đầu thế kỷ 18, các tín đồ Chính thống giáo đã có nhà nguyện Thánh Nau, nằm trên đường Széchenyi ngày nay. Tuy nhiên dưới sự phát triển của Chính thống giáo việc xây dựng thêm một nhà thờ là vô cùng cần thiết. Ban đầu họ dự định xây một nhà thờ lớn với mái vòm hình củ hành do Johannes Michart thiết kế. Nhưng do đã quen với phong cách nghệ thuật bảo thủ xưa cũ, bản thiết kế của Johannes Michart nhanh chóng bị phản đối bởi các nhà lãnh đạo của thành phố và người dân thời kì đó. Cuối cùng, người ta quyết định xây dựng nhà thờ theo thiết kế của Johann Michael Schajdlet. Với thiết kế này, nội thất nhà thờ sẽ chia thành ba phần: sảnh vào, nội điện và cung thánh.
Cùng thời điểm này, một số công trình cũng được xây dựng bên cạnh nhà thờ như trường học (1805) và bệnh viện. Bên trong sân nhà thờ cũng được dùng làm nơi chôn cất, ngày nay một số bia mộ bằng đá cẩm thạch vẫn còn ở đó.
Bảo tàng phụng vụ Chính thống giáo của Hungary được mở trong một tòa nhà của một ngôi trường cũ vào năm 1988. Đây được cho là nơi lưu giữ bộ sưu tập phụng vụ Chính thống giáo phong phú nhất của Hungary. Các cuộc triển lãm triển lãm tổ chức tại bảo tàng cho thấy lịch sử và nghệ thuật của Nhà thờ Chính thống giáo và các trường học. Bảo tàng được thiết kế với ba phòng chính. Căn phòng đầu tiên có kiến trúc giống như một nhà nguyện, gợi lại bầu không khí của các nhà nguyện Hy Lạp. Tại căn phòng thứ hai, du khách có thể xem tác phẩm tinh xảo được trạm trổ bởi các thợ kim hoàn và quần áo, trang phục phụng vụ. Còn ở phòng thứ ba thì trưng bày bộ sưu tập các biểu tượng của Chính thống giáo qua các thời kì.